# Gustav Molin
Per Gustav Molin, född 21 oktober 2002 är en svensk tidigare fotbollsmålvakt.  

## Karriär
Gustav Molins moderklubb är Alnö IF. Som 15-åring genomförde han sitt första klubbyte när han flyttade till GIF Sundsvall.
Efter några år i ungdomslaget skrev Molin i maj 2021 på sitt första A-lagskontrakt med GIF Sundsvall. Debutsäsongen slutade med att "Giffarna" blev uppflyttade till Allsvenskan. För Molin blev det dock inga tävlingsframträdanden. I mars 2022 lånades Molin ut till Oskarshamns AIK i Ettan Södra, men bara en vecka senare återvände han till GIF Sundsvall sedan klubben brutit kontraktet med Oscar Linnér. Kort därpå fick Molin också göra sin tävlingsdebut – tillika sitt första allsvenska framträdande. I 1-3-förlusten mot IF Elfsborg den 25 april 2022 byttes Molin in istället för den skadade Andreas Andersson. Bara minuter efter inhoppet skadade sig även Molin, men han kunde trots det fullfölja matchen.
Debuten följdes av ytterligare fyra allsvenska framträdanden under en tuff säsong för GIF Sundsvall, vilken slutade med att laget degraderades från Allsvenskan. Efter säsongens slut löpte Molins kontrakt med klubben ut men i februari 2023 meddelade parterna att de kommit överens om en förlängning.
I februari 2024 värvades Molin av Falkenbergs FF, där han skrev på ett tvåårskontrakt. I mars 2024 meddelade Molin att han avslutade sin fotbollskarriär.

## Karriärstatistik
| Klubb              | Säsong             | Liga               | Liga    | Liga | Nationell cup | Nationell cup | Totalt  | Totalt |
| Klubb              | Säsong             | Division           | Matcher | Mål  | Matcher       | Mål           | Matcher | Mål    |
| ------------------ | ------------------ | ------------------ | ------- | ---- | ------------- | ------------- | ------- | ------ |
| GIF Sundsvall      | 2022               | Allsvenskan        | 5       | 0    | 0             | 0             | 5       | 0      |
| GIF Sundsvall      | 2023               | Superettan         | 6       | 0    | 2             | 0             | 8       | 0      |
| GIF Sundsvall      | Totalt             | Totalt             | 11      | 0    | 2             | 0             | 13      | 0      |
| Falkenbergs FF     | 2024               | Ettan Södra        | 0       | 0    | 0             | 0             | 0       | 0      |
| Totalt i karriären | Totalt i karriären | Totalt i karriären | 11      | 0    | 2             | 0             | 13      | 0      |